# Богуслав IV
Богуслав IV (XIII век — 19 февраля 1309) — князь Поморский в 1278 — 1309 годах. Происходил из династии Грифичей.

## Биография

Родовой герб династии Грифичичей

Богуслав — старший сын герцога Барнима I и его первой жены, есть предположение, что она — дочь шведского короля Эрика X. Богуслав к смерти отца (1278 год) повзрослел, назначен его соправителем с 1276 года. Его братья, Барним II и Оттон I были ещё очень молоды.
В начале 80-х годов XIII века Богуслав IV вступил в войну с маркграфством Бранденбург и безуспешно десять лет воевал с ним. В это время он женился на Матильде, дочери Иоганна I и сестре правящего маркграфа Оттона IV. Но все его дети были от второй жены, Маргариты, дочери князя Рюгена Вислава II. В XIV веке он имел связи с будущим королём Польши Владиславом.
К 90-м годам XIII века его братья повзрослели, и Померания была разделена между ними. Богуслав получил Вольгаст, Барним II вскоре умер, а Оттон IV управлял Щецином.
Умер в 1309 году, оставив свою долю Померании сыну Вартиславу IV (правил в Западной Померании и Рюгене). Его дочь, Евфимия Померанская, вышла замуж за будущего датского короля Кристофера II (восшествие на престол произошло уже после смерти Богуслава). Также уже после его смерти, другая его дочь Елизавета Померанская (1291—1349) вышла замуж за герцога Эриха I Саксен-Лауэнбургского (около 1318 года).